# Sam Harris
Sam Harris de nome completo Samuel Benjamin Harris  (Los Angeles, 9 de abril de 1967) é um escritor, filósofo, e neurocientista norte-americano. É o autor de O Fim da Fé (2004) (no Brasil, "A Morte da Fé"), laureado com o prêmio PEN/Martha Albrand em 2005, e de Carta a Uma Nação Cristã (2006), uma resposta elaborada às críticas que o livro anterior recebeu. Em 2009, ele completou o seu doutorado em neurociência na Universidade da Califórnia em Los Angeles.
A sua obra aborda uma vasta gama de tópicos, incluindo racionalidade, religião, ética, livre-arbítrio, neurociência, meditação, psicadélicos, filosofia da mente, política, terrorismo, e inteligência artificial. Harris sobressaiu pela sua crítica às religiões, e ao Islão em particular, e é descrito como um dos "Quatro Cavaleiros do Ateísmo", juntamente com Richard Dawkins, Christopher Hitchens, e Daniel Dennett.

## Biografia
Após ter sido intensamente criticado em consequência de suas críticas à dogmática religiosa, Harris é cauteloso em revelar detalhes sobre sua vida pessoal e sobre seu passado. Ele disse ter sido criado por uma mãe judia e por um pai Quaker, e disse para a revista Newsweek que quando era criança, teria recusado fazer a cerimónia Bar mitzvá. Ele frequentou a Universidade de Stanford, na condição de aluno de graduação (major) em língua inglesa, mas deixou os estudos depois de uma experiência com a droga LSD, que lhe alterou a perspectiva de vida. Durante esse período estudou o budismo e a meditação e leu centenas de livros sobre religião. Após onze anos, retornou para Stanford onde obteve a sua graduação em filosofia. Mais tarde obteve o seu doutorado em neurociência na Universidade da Califórnia em Los Angeles, utilizando imagens de ressonância magnética para conduzir pesquisas sobre a base neurológica das crenças, descrenças, e incertezas.

## Visão de Mundo
A mensagem básica de Harris é a de que chegou a hora de questionar livremente a ideia de fé religiosa. Ele entende que a sobrevivência da civilização está em perigo devido ao tabu de não se permitir questionar as crenças religiosas. Enquanto realça o que ele considera como um problema particular posto pelo Islã neste momento com relação ao terrorismo internacional, Harris diretamente critica as religiões de todos os tipos e tendências. Ele enxerga a religião como um impedimento para o progresso em relação a abordagens mais esclarecidas da ética e da espiritualidade.
Embora um ateísta por definição, Harris afirma que o termo é desnecessário. Sua posição é a de que o ateísmo não é uma visão de mundo ou filosofia, mas a "destruição de ideias más". Declara que a religião é especialmente cheia de ideias más, chamando de "um dos mais perversos maus usos de inteligência que nós já inventámos". Ele compara as crenças religiosas modernas com os mitos dos antigos gregos, que foram em tempos aceitos como verdadeiros, mas que atualmente estão obsoletos. Em uma entrevista em janeiro de 2007, Harris disse: "Nós não temos uma palavra para não acreditar em Zeus, o que é dizer que nós somos todos ateístas em respeito a Zeus. E nós não temos uma palavra para não ser um astrólogo". Ele então diz que o termo será aposentado apenas quando "nós todos alcançarmos um nível de honestidade intelectual onde não mais fingiremos estar certos sobre coisas de que nós não estamos certos".
Ele também rejeita a alegação de que a Bíblia foi inspirada por um Deus omnisciente. Declara que, se esse fosse o caso, o livro iria "fazer predições específicas, constatáveis, sobre os eventos humanos". Em vez disso, a Bíblia "não contém uma única frase que não pudesse ter sido escrita por um homem ou uma mulher vivendo no primeiro século".
No livro O Fim da Fé, Harris dedica um capítulo à "Natureza da Crença". Sua principal sugestão é que todas as crenças, exceto aquelas relacionadas aos dogmas religiosos, são baseadas em provas e experiências. Ele diz que a religião permite que visões que, de outra forma, seriam um sinal de loucura, se tornem aceitas e, em alguns casos, veneradas como "sagradas". Ele dá especial atenção a doutrinas tais como a transubstanciação, a doutrina adotada pela Igreja Católica de que, durante a missa, o pão e vinho da eucaristia mudam de substância para o corpo e sangue de Jesus Cristo. Harris sugere que se alguém isoladamente desenvolvesse essa crença, iria ser considerado "louco". Ele entende ser "meramente um acidente da história ser considerado normal em nossa sociedade acreditar que o criador do universo possa ouvir os seus pensamentos, enquanto que é demonstrativo de doença mental acreditar que ele está se comunicando com você por batidas de chuva em código Morse na janela de seu quarto".
Para ele, apesar de existirem várias formas de obter conhecimento, aceitar mentiras apenas por serem emocionalmente agradáveis não é algo saudável. Harris acredita que no contexto de um século XXI, com tecnologias militares de um poder inimaginável, continuar relegando a razão a fantasias religiosas constitui um sério perigo ao futuro da humanidade

### Estados Unidos religioso
Harris centra muitas de suas críticas sobre o estado contemporâneo das coisas religiosas nos Estados Unidos. Harris preocupa-se de que muitas áreas da cultura de seu país estão danificadas pelas opiniões que são guiadas pelo dogma religioso. Por exemplo, ele cita pesquisas de opinião pública mostrando que 44% dos norte-americanos acreditam que é "certo" ou "provável" que Jesus retornará à Terra dentro dos próximos cinquenta anos, e que o mesmo número percentual de pessoas acredita que o Criacionismo deve ser ensinado em escolas públicas, e que Deus prometeu literalmente a terra de Israel aos atuais judeus.
Quando o ex-presidente estadunidense George W. Bush publicamente invocou Deus em discursos sobre questões de política interna e externa, Harris nos propôs considerar como nós poderíamos reagir se ele tivesse mencionado Zeus ou Apolo na mesma situação. Tais opiniões e manifestações sem lógica são frequentemente protegidas contra um criticismo objectivo, o que nos impede de planejar um futuro sustentável e construir uma sociedade realmente global, diz Harris.

### Ética e moralidade
Em consideração à moralidade, Harris considera que estamos há muito atrasados para adotarmos o humanismo secular. Harris afirma que a suposta ligação entre fé religiosa e moralidade é um mito, que não está baseado em provas estatísticas. Ele observa, por exemplo, que os países escandinavos, altamente secularizados, estão dentre os mais generosos para com o terceiro mundo.
Harris vai além e coloca que, longe de ser a fonte de nossa boa moral, a religião pode render posições éticas altamente problemáticas. Ele cita diversos exemplos, incluindo a proibição da Igreja Católica do uso de preservativos, alegadamente agravando a epidemia global de SIDA, as tentativas feitas por grupos de pressão religiosos estadunidenses para impedir pesquisas com células-tronco, e a natureza punitiva da "guerra contra as drogas" nos Estados Unidos. Ele vê nesses exemplos a tendência da religião separar os juízos morais do foco no sofrimento humano real. Harris também vê a influência da religião na maioria das leis estadunidenses sobre "vícios". Ele entende que a maioria das leis marginalizando a pornografia, sodomia e prostituição têm, na verdade, a intenção de combater o "pecado", e não o "crime".
Harris sustenta que a moralidade e a ética podem ser estudadas, e melhoradas, sem "pressupor qualquer coisa com base em provas insuficientes". Ele declara que os humanos devem "decidir o que é bom nos bons livros" ("decide what is good in the Good Books"), em vez de derivar o nosso código moral das escrituras. Ele elogia a regra de ouro como um ensinamento moral que é "ótimo, sábio, e compassivo". Ele contrasta isso com as passagens bíblicas que declaram que atos como sexo pré-marital, desobediência aos pais e a adoração de "outros deuses" devem ser punidos com morte. Harris declara que nós evoluímos em nosso pensamento de uma maneira que nós compreendemos que a Regra de Ouro vale a pena ser seguida, enquanto que outros mandamentos em outras partes da Bíblia não. Ele também ressalta que a Regra de Ouro não é exclusiva de uma religião em particular, e que ela foi ensinada por figuras tais como Confúcio e o Buda séculos antes do Novo Testamento ser escrito.

## Controvérsias
Glenn Greenwald afirmou que "Harris e outros promovem Islamofobia sob o disfarce de ateísmo racional".
Em abril de 2017, Harris provocou polêmica ao receber o cientista social Charles Murray em seu podcast, onde discutiram tópicos como a herdabilidade do QI, raça e inteligência. Harris afirmou que a indignação pelo convite se deu por conta do violento protesto que fizeram contra Murray no Middlebury College, no mês anterior a sua participação no podcast, e não pelo particular interesse pelo tópico que foi discutido.
O podcast recebeu críticas significativas, por exemplo, de Vox e Slate. Harris e Murray foram defendidos pelo comentarista conservador Andrew Sullivan, bem como pelo neurocientista Richard Haier, que afirmou que os pontos que Murray alegava serem opinião científica dominante eram de fato predominantes.
A equipe da Hatewatch no Southern Poverty Law Center escreveu que membros do movimento "céticos", dos quais Harris é "uma das faces mais públicas", ajudam a "canalizar as pessoas para a extrema-direita".